# Hooglandbalinees
Hooglandbalinees (Basä Alus), ook Hooglandbali, Bali Aga, Hoogbalinees of Hoogbali, is een dialect van het Balinees, een Austronesische gesproken in Indonesië. Zoals de naam al doet vermoeden wordt dit dialect in de hooglanden gebruikt, onder meer door de Triwangsa. Het Hooglandbalinees moet niet verward worden met het Hoog-Balinees (Basa Alus), een diglossievariant: die wordt in de godsdienst en tegen de ouderen of personen van een hogere kaste gebruikt. 
Het Hooglandbalinees lijkt op het Nusa Penida-dialect, het is nog niet zeker of het om hetzelfde dialect gaat, soms geclassificeerd als hetzelfde dialect. 

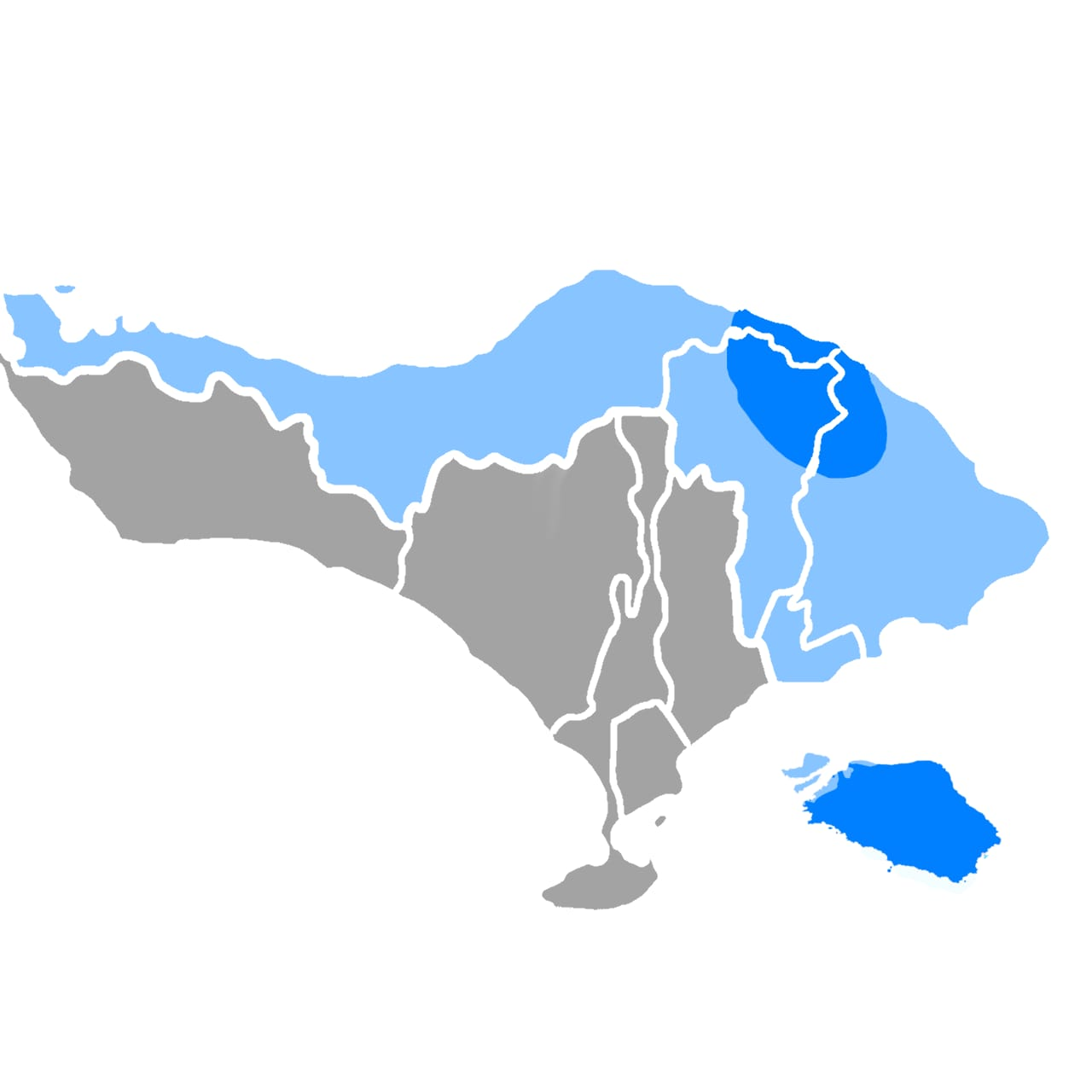
Verspreiding van het hoogland-Balinees dialect (inclusief Nusa Penida-dialect, omdat ze soms als hetzelfde dialect worden beschouwd) donkerblauw in meerderheid, lichtblauw als minderheid

Het dialect wordt in enkele verspreide dorpen door hindoes gesproken en kent kleine invloeden van het Majapahitrijk en grote invloeden van het Javaans, maar telt ook bijzonder veel Sanskriet-leenwoorden. De term Bali Aga wordt als geringschattend beschouwd door degenen van wie het dialect zo wordt genoemd.
Het Hooglandbalinees is nogal verschillend van het Standaardbalinees. Zo werd ken ken kabare ("Hoe gaat het met u?" in het Standaardbalinees) eens aan een Bali Aga-vrouw gevraagd en ze begreep deze woordgroep niet. Het aantal personen dat in staat is in om in dit dialect te communiceren, is dalend.

## Classificatie
- Austronesische talen
  - Malayo-Polynesische talen
    - Bali-Sasaktalen
      - Balinees
        - Hooglandbalinees

Hooglandbalinees · Laaglandbalinees · Middenbalinees · Nusa Penida
Balinees · Sasak · Soembawarees